# 章频
章頻（？—？），字簡之，建州浦城縣人。章仔鈞曾孫，章頔兄長，章楶祖父。
歷秘书省校书郎、知南昌县，改大理寺丞，知九陇县，迁殿中丞。天禧年间，任监察御史，后为三司度支判官。出知宣州，改殿中侍御史，迁侍御史，谪知饶州，复为度支判官，累迁刑部郎中。
章频病逝于出使契丹途中的紫蒙县。